# Ralf Geisthardt

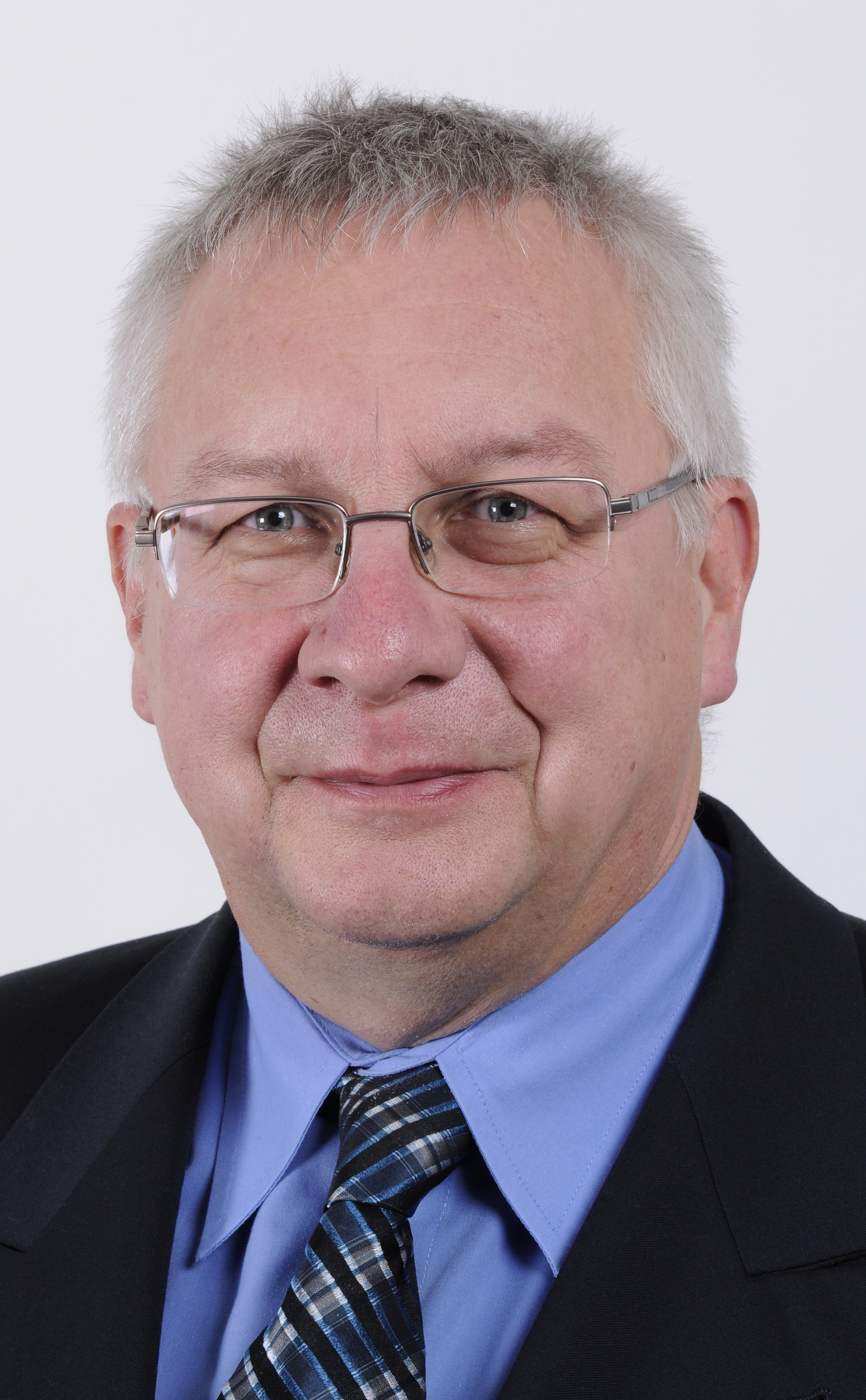
Ralf Geisthardt (2012)

Ralf Geisthardt (* 23. April 1954 in Hildburghausen; † 23. Juni 2018) war ein deutscher Politiker (CDU) und Mitglied im Landtag von Sachsen-Anhalt.

## Leben und Beruf
Von 1960 bis 1970 besuchte Ralf Geisthardt die Polytechnische Oberschule in Hildburghausen und schloss die Erweiterte Oberschule mit dem Abitur 1972 in Schleusingen ab. Von 1972 bis 1975 leistete er seinen Wehrdienst beim medizinischen Dienst der Nationalen Volksarmee (NVA) als  Krankenpfleger. Von 1977 bis 1980 absolvierte er das Studium der Medizinpädagogik in Potsdam. 1980 bis 1983 arbeitete er als Fachschullehrer und von 1983 bis 1990 hatte er den Posten des stellvertretenden Leiters der Betriebsakademie (Abteilung Gesundheitswesen) des Landkreises Haldensleben inne.
Nach der Wiedervereinigung wurde ihm 1993 die Zulassung als Heilpraktiker erteilt. Von 1999 bis 2002 war er Referatsleiter für Verwaltungsmodernisierung und Organisation im Landratsamt des Ohrekreises. 2003 erwarb er nach der Teilnahme am Angestelltenlehrgang II den Mastergrad in Public Management (öffentliches Dienstleistungsmanagement).
Ralf Geisthardt war Ehrenmitglied des Landespferdezuchtverbandes Brandenburg-Anhalt und des Kreisfeuerwehrverbandes Ohrekreis und übernahm seit Dezember 2005 das Amt als Landesvorsitzender der Schutzgemeinschaft Deutscher Wald. Von 1994 bis 1998 war er Vizepräsident und seit 1998 Präsident des Kreissportbunds Ohrekreis. Nach der erneuten Kreisfusion hatte er das Amt des Präsidenten des Kreissportbundes Börde inne. Ralf Geisthardt war Oberst der Reserve des Zentralen Sanitätsdienstes der Bundeswehr und Träger des Ehrenkreuzes der Bundeswehr in Silber. Außerdem war er als Zeitzeuge der Wiedervereinigung am Zeitzeugenportal „20 Jahre Friedliche Revolution und Deutsche Einheit“ aktiv beteiligt. Er war verheiratet, aus der Ehe gingen drei Kinder hervor.
Geisthardt starb im Juni 2018 im Alter von 64 Jahren nach langer Krankheit.

## Politik und Partei
Geisthardt trat 1983 in die DDR-CDU ein und war für die Partei 1990 in der Volkskammer vertreten. Hier war er stellvertretender Vorsitzender des Volkskammer-Sonderausschusses zur Kontrolle der Stasi-Auflösung. Von 1994 bis 2010 war er als Gemeinderatsmitglied in Bülstringen tätig, seither im Verbandsgemeinderat Flechtingen, von 1994 bis 1999 und ab 2004 Mitglied im Kreistag Ohrekreis und seit 2007 Mitglied im Kreistag Bördekreis. Am 22. Februar 2017 wurde er zum Vorsitzenden des Kreistages Landkreis Börde gewählt.

## Abgeordneter
In den ersten beiden Wahlperioden von 1990 bis 1998 und seit der 4. Wahlperiode 2002 war er Mitglied im Landtag von Sachsen-Anhalt. In der ersten Wahlperiode rückte er im Dezember 1990 für Michael-Andreas Heinemann in den Landtag nach. Er war seit dem 15. November 2011 Vorsitzender des Ausschusses  für Bundes- und Europaangelegenheiten und Mitglied im Ausschuss für Ernährung, Landwirtschaft und Forsten sowie als Stellvertreter im Petitionsausschuss. Seit 2006 war er Beauftragter für  Angelegenheiten der Bundeswehr und des Zivilschutzes. Seit 1. Mai 2015 war Geisthardt stellvertretendes Mitglied im Ausschuss der Regionen in Brüssel und vertrat das Land in der CIVEX-Kommission. Für ihn rückte Eduard Jantos aus dem Landkreis Mansfeld-Südharz in den Landtag nach.